# AEW Revolution
AEW Revolution é um evento pay-per-view (PPV) de wrestling profissional produzido pela All Elite Wrestling (AEW). O evento foi estabelecido pela promoção em 2020 e é realizado anualmente no final de fevereiro a início de março. O evento de 2021 foi o primeiro PPV da AEW realizado em um domingo. É considerado um dos PPVs "Big Four" da AEW, junto com Double or Nothing, All Out e Full Gear.
Os dois primeiros PPVs da Revolução foram bem aclamados. O evento de 2020 foi votado como o Melhor Grande Show de Wrestling do ano para os prêmios Wrestling Observer Newsletter, enquanto o evento de 2021 foi o PPV de wrestling não-WWE de maior bilheteria desde 1999. Este último também foi o evento de maior participação da AEW durante o COVID- 19 até aquele momento.

## História
O evento inaugural Revolution aconteceu em 29 de fevereiro de 2020, na Wintrust Arena em Chicago, Illinois, e foi realizado em parceria entre a All Elite Wrestling (AEW) e a Chicago Comic & Entertainment Expo (C2E2). Este evento inaugural seria o último pay-per-view (PPV) da AEW realizado antes do início da pandemia de COVID-19, que mudou a maioria dos shows da AEW para o Daily's Place em Jacksonville, Flórida. Mais tarde naquele ano, o presidente e CEO da AEW, Tony Khan, referiu-se ao Revolution como um dos "quatro grandes" PPVs da promoção, seus quatro maiores shows do ano produzidos trimestralmente, junto com Double or Nothing, All Out e Full Gear. Um segundo Revolution foi realizada em 7 de março de 2021. O segundo evento foi originalmente programado para 27 de fevereiro, mas devido à luta Canelo Alvarez x Avni Yildirim em Miami Gardens, Flórida, que foi ao ar naquela mesma noite, a AEW remarcou Revolution para domingo, março 7, que por sua vez o tornou o primeiro PPV da AEW a ser realizado em um domingo; a promoção considerou sábado, 6 de março, mas o UFC 259 foi ao ar naquela noite.
A AEW retomou a turnê ao vivo com os fãs em julho de 2021. Por sua vez, o Revolution de 2022 foi realizada em 6 de março daquele ano na Addition Financial Arena em Orlando, Flórida. Foi o culminar de um evento de três dias, com um episódio do Rampage e um fanfest ocorrendo em 4 e 5 de março, respectivamente, no mesmo local.
Para os prêmios Wrestling Observer Newsletter de 2020, o evento inaugural Revolution foi votado como o Melhor Grande Show de Wrestling do ano. O evento do ano seguinte tornou-se o PPV de wrestling não-WWE de maior bilheteria desde 1999. Também foi o maior evento da AEW durante a pandemia de COVID-19 até aquele momento, com uma estimativa de 1.300 espectadores.

## Eventos
| 1                                                 | Revolution (2020) | 29 de fevereiro de 2020 | Chicago, Illinois             | Wintrust Arena           | Chris Jericho (c) vs. Jon Moxley pelo Campeonato Mundial da AEW | [ 1 ]              |
| 2                                                 | Revolution (2021) | 7 de março de 2021      | Jacksonville, Flórida         | Daily's Place            | Kenny Omega (c) vs. Jon Moxley em uma luta Exploding Barbed Wire Death pelo Campeonato Mundial da AEW | [ 3 ] [ 9 ] [ 10 ] |
| 3                                                 | Revolution (2022) | 6 de março de 2022      | Orlando, Flórida              | Addition Financial Arena | "Hangman" Adam Page (c) vs. Adam Cole pelo Campeonato Mundial da AEW | [ 4 ]              |
| 4                                                 | Revolution (2023) | 5 de março de 2023      | São Francisco, Califórnia     | Chase Center             | MJF (c) vs. Bryan Danielson num 60-minutos Luta Iron man pelo Campeonato Mundial da AEW | [ 11 ]             |
| 5                                                 | Revolution (2024) | 3 de março de 2024      | Greensboro, Carolina do Norte | Greensboro Coliseum      | Sting e Darby Allin (c) vs. The Young Bucks (Matthew Jackson e Nicholas Jackson) em um Tornado tag team match pelo Campeonato Mundial de Duplas da AEW Este também foi o luta de aposentadoria de Sting. | [ 12 ]             |
| 6                                                 | Revolution (2025) | 9 de março de 2025      | Los Angeles, Califórnia       | Crypto.com Arena         | Jon Moxley (c) vs. Cope vs. Christian Cage pelo Campeonato Mundial da AEW | [ 13 ]             |
| (c) – refere-se ao(s) campeão(s) indo para a luta |                   |                         |                               |                          | |                    |